# Paul Kunitzsch
Paul Kunitzsch, né le 14 juillet 1930 à Pritzwalk, et mort le 7 mai 2020 à Munich, est un universitaire allemand spécialisé dans les études arabes.

## Biographie
Paul Kunitzsch est, de 1951 à 1956, est étudiant en philologie classique et études orientales à l'université de Munich et à l'université libre de Berlin. Il s'intéresse aux étoiles, tant au ciel que dans la littérature, depuis ses années de lycée au Kant-Gymnasium de Berlin, qui avait été transféré à Sędziejowice près de Łodz en Pologne pendant la guerre. En 1956, il obtient son doctorat à l'Université libre de Berlin et, en 1957, il réussit l'examen d'État de philologie classique, également à Berlin. 
De 1957 à 1960, il est chargé de cours à l'Institut Goethe du Caire.
Il est ensuite en 1975, chargé de cours, puis à partir de 1977, année où il reçoit le prix de l’Académie des sciences de Göttingen, professeur d'études arabes à l'Institut d'études sémitiques de l'Université de Munich. En 1985, il est élu membre à part entière de l'Académie bavaroise des sciences, et prend sa retraite en octobre 1995. Il fait partie, jusqu’en 2015, de la Commission Histoire de l’astronomie de l’Union astronomique internationale.

## Travaux
L’essentiel des travaux de Paul Kunitzsch est consacré à l'histoire des sciences, et en particulier à celle de l’astronomie et de l’astrologie, centrées sur les Arabes dont il a cherché à établir le lexique. Il a étudié le transfert lexical des Grecs vers les Arabes, en éditant notamment les traductions arabes de l’Almageste de Ptolémée, puis, à partir d’elles, sa traduction latine par Gérard de Crémone. Il s’est aussi attaché à inventorier et classifier les documents contenant la nomenclature stellaire, documents latins pendant le Moyen Âge puis, à partir de la Renaissance, aussi dans les langues communes. On lui doit plusieurs études sur les instruments astronomiques, notamment l’astrolabe et les globes célestes, et de leur fondements mathématiques, par exemple, de concert avec le méthématicien Richard Lorch, avec les Σφαιρικά de Théodosius. C’est d’ailleurs un de ses derniers chantiers.
Mais il n’a pas hésité à sortir de son domaine strict d’études en s’intéressant aux travaux d’autres chercheurs sur l’étymologique arabe, ou en étudiant les influences orientales dans la littérature médiévale allemande et européenne.

## Publications (sélection)

### Livres
- Der Almagest. Die Syntaxis Mathematica des Claudius Ptolemäus in arabisch-lateinischer Ûberlieferung, Wiesbaden : Otto Harrassowitz, 1974.
- Arabische Sternnamen in Europa, Wiesbaden : Otto Harrassowitz, 1959.
- Typen von Sternverzeichnissen in astronomischen Handshriften des zehnten bis vierzehnten Jahrhunderts, Wiesbaden : Harrassowitz, 1966 (Typen).
- Der Almagest. Die Syntaxis Mathematica des Claudius Ptolemäus in arabisch-lateinischer Ûberlieferung, Wiesbaden : Otto Harrassowitz, 1974.
- Mittlealterliche astronomisch-astrologische Glossare mit arabischen Fachausdrücken, München : Verlag de Bayerischen Akademie der Wissenschaften, 1977.
- Über eine anwā’-Tradition », mit bisher unbekannten Sternnamen (Beiträge zur Lexikographie des klassischen Arabisch), München : Verlag der Bayerischen Akademie der Wissenschaften, 1983.
- The Arabs and the Stars ‒ Texts and Traditions on the Fixed Stars, and their Influence in Médieval Europe, Northampton : Variorum Reprints, 1989.
- Die lateinische Übersetzung Gerhards von Cremona, herausgegeben und bearbeitet bei Paul Kunitzsch, 2 vol., Wiesbaden : Harrassowitz, 1990.
- Zur Geschichte der ‘arabischen’ Ziffern. Bayerische Akademie der Wissenschaften, Phil.-hist. Klasse, Sitzungsberichte, 2005, 3. Auflage, München: Beck, 2005.

- avec Richard P. Lorch: Theodosius. 'De habitationibus'. Arabic and Medieval Latin Translations, München: Beck, 2011.
- avec Tim Smart, A Dictionary of Modern Star Names : Cambridge (Ma) : Sky & Telescope, 1986.

### Articles
- « Die arabischen Sternbilder des Südhimmels », Der Islam 51, Issue 1, 1974, pp. 37-54.
- « Die Arabica im ‘Parzival’ Wolframs von  »n in Werner Schröder (Hrsg.): Wolfram-Studien, II. Berlin 1974, pp. 9–35.
- « European Celestial Globes with Arabic Inscriptions », Globusfreund, n° 43-44, (1995), 135-150.
- « Coronelli’s Great Celestial Globe made for Louis XIV : the Nomenclature », Zeitshcrift fürGeschichte der Arabisch-Islamischen Wissenschaften, Bd 14 (2001), pp. 39-56.
- « AL-NUDJUM », dans l'Encylopédie de l’Islam, Leiden, t. VIII, E. J. Brill / Maisoneuve & Larose, 1993, pp. 99-107.
- « Les relations scientifiques entre l’Occident et le monde arabe à l’époque de Gerbert », in  Nicole Charbonnel & Jean-Éric Tung, Gerbert l’Européen, actes du colloque d’Aurillac, 4-7 juin 1996, Aurillac : Société des lettres, sciences et arts « La Haute-Auvergne », 1997, pp. 193-203.

## Hommage
Menso Folkerts, Richard Lorch (Hrsg.), Sic itur ad astra. Studien zur Geschichte der Mathematik und Naturwissenschaften. Festschrift für den Arabisten Paul Kunitzsch zum 70. Geburtstag, Wiesbaden: Harrassowitz,  2000.

## Nécrologies
- Sedar Aslan, Centre d'Erlangen pour l'islam et le droit en Europe (EZIRE, Bavière), « Paul Kunitzsch (1930-2020) (Bibliographie) », mars 2020, sur le site Islam Academie[6].
- Hartmut Bobzin, orientaliste allemand, « Paul Kunitzsch (14.7.1930 – 7.5.2020) », sur le site de la Bade Akademie der Wissenschaften (BADW)[7].
- Wolfgang Hübner, Nachruf, in: Zeitschrift der Deutschen Morgenländischen Gesellschaft. Band 171, 2021, pp. 5–8.
- Sudhoffs  Archiv, Paul Kunitzsch (1930–2020), in: Sudhoffs Archiv. Bd. 104 (2020), Heft 2, S. 135–138
- Johannes Thomann, Université de Zürich, « Paul Kunitzsch (1930-2020) », in Der Islam, no 97 (2020), pp. 299-312.